# Chloe McCardel
Chloe McCardel (née le 10 mai 1985) est une nageuse australienne, spécialiste des épreuves de nage en eau libre. Elle est notamment la 4e personne (2e femme) à avoir réalisé la triple traversée de la Manche à la nage (en 36 h 12 min), et détient depuis 2021 le record en nombre de traversées.

## Carrière
Le 12 juin 2013, elle tente d’être la première personne à nager à travers le détroit de Floride depuis Cuba sans utiliser la protection d’une cage à requin. Cette traversée est faite pour recueillir des fonds pour trois organismes de bienfaisance : CanTeen, Can Assist et Swim Across America. McCardel compte une équipe de soutien de 32 personnes, dont des experts en météorologie et des médecins qui l’accompagnent tout au long de sa nage d’une durée estimée à environ 55 à 65 heures. Elle doit manger et boire toutes les demi-heures. Après 11 heures de nage, McCardel arrête sa tentative : elle a été sévèrement piquée par de multiples méduses et a trop de mal à continuer. Elle est emmenée à Key West pour traiter ces piqûres.
Le 22 octobre 2016, McCardel termine sa 20e traversée de la Manche à la nage et établit un nouveau record australien en dépassant son compatriote Des Renford.
En octobre 2021, elle réalise sa 44e traversée de la Manche, et bat le record mondial.